# Brevipalpus jordani
Brevipalpus jordani är en spindeldjursart som beskrevs av Dosse 1972. Brevipalpus jordani ingår i släktet Brevipalpus och familjen Tenuipalpidae. Inga underarter finns listade.